# Chrysomya incisuralis
Chrysomya incisuralis är en tvåvingeart som först beskrevs av Macquart 1851.  Chrysomya incisuralis ingår i släktet Chrysomya och familjen spyflugor. Inga underarter finns listade i Catalogue of Life.